# RegClean Pro
RegClean Pro（レジクリーンプロ）は、インドのSystweak Software社が開発・販売しているレジストリクリーンアップソフトである。一般的に詐欺ソフトないし偽ソフトウェアとして認識されている。

## 概要
インストールすると、PCの起動と同時に勝手に起動しスキャンを行い、レジストリが大量に破損している旨の警告を表示し、修復には有償版が必要だとして代金の支払いを促される。購入せずにソフトを終了すると、別の不必要なソフトのインストールを勧められる。
本ソフトウェアは一般的にマルウェアないしアドウェアとみなされており、「PUA.Win32.RegCleanPro.GA」というコンピューターウイルス名がつけられている。
2012年には情報処理推進機構（IPA）が、偽セキュリティソフトの例として本ソフトを挙げ警告を行っている。
なお2011年10月には、やなさ株式会社（本社：東京都府中市）が同名のソフトを発売しているが、本ソフトとの関係は不明。

### 広告
PC自体に問題がないのにもかかわらず、エラー表示の詐欺広告で、RegClean Proのインストールを誘導している。また、Microsoft Gold Certified Partner、Microsoft Partner Gold ISV、Microsoft Partner Gold Application Developmentといった、マイクロソフト推奨と嘘の提示がされている。

## 購入
有償版を購入すると、詐欺に巻き込まれるほか、脅威に巻き込まれる可能性がある。